# Xã Jackson, Quận Columbia, Pennsylvania
Xã Jackson (tiếng Anh: Jackson Township) là một xã thuộc quận Columbia, tiểu bang Pennsylvania, Hoa Kỳ. Năm 2010, dân số của xã này là 626 người.